# NGC 831
NGC 831 is een spiraalvormig sterrenstelsel in het sterrenbeeld Walvis. Het hemelobject werd op 18 november 1863 ontdekt door de Duitse astronoom Albert Marth.

## Synoniemen
- PGC 8241
- ZWG 413.49
- KUG 0206+058